# Scompiglio
Scompiglio (The Turmoil) è un film muto del 1924 diretto da Hobart Henley.

## Trama
James Sheridan, Sr. è un ricco industriale che si è fatto da solo, partendo dalla gavetta. Convinto di essere dalla parte della ragione, controlla e plasma la vita e la carriera dei figli. Il suo primogenito, James junior, perde la vita durante un'inondazione, mentre Roscoe, il secondogenito, è vittima di un tracollo mentale dovuto allo stress cui lo sottopone il padre. Rendendosi conto dell'errore che si deve al suo autoritarismo, Sheridan si preoccupa ora della felicità del figlio minore, Bibbs, e lo riunisce a Mary, la ragazza di cui il figlio è innamorato.

## Produzione
Il film fu prodotto dall'Universal Jewel (Universal Pictures)

## Distribuzione
Distribuito dall'Universal Pictures, il film - presentato da Carl Laemmle - uscì nelle sale cinematografiche statunitensi il 14 settembre 1924.
Non si conoscono copie ancora esistenti della pellicola che viene considerata presumibilmente perduta.